# 711 Ocean Drive
711 Ocean Drive (bra Sindicato do Crime, ou O Sindicato do Crime) é um 1950 filme americano de 1950, do gênero policial (noir), dirigido por Joseph M. Newman e estrelado por Edmond O'Brien, Joanne Dru e Otto Kruger.

## Elenco
- Edmond O'Brien como Mal Granger
- Joanne Dru como Gail Pedreiro
- Otto Kruger como Carl Stephans
- Barry Kelley como Vince Walters
- Dorothy Patrick como Trudy Maxwell
- Don Porter como Larry Pedreiro
- Howard St. John como Tenente Pete Wright
- Robert Osterloh como Gizzi
- Sammy White como Chippie Evans